# Oggetti non stellari nella costellazione del Bulino
Principali oggetti non stellari presenti nella costellazione del Bulino.

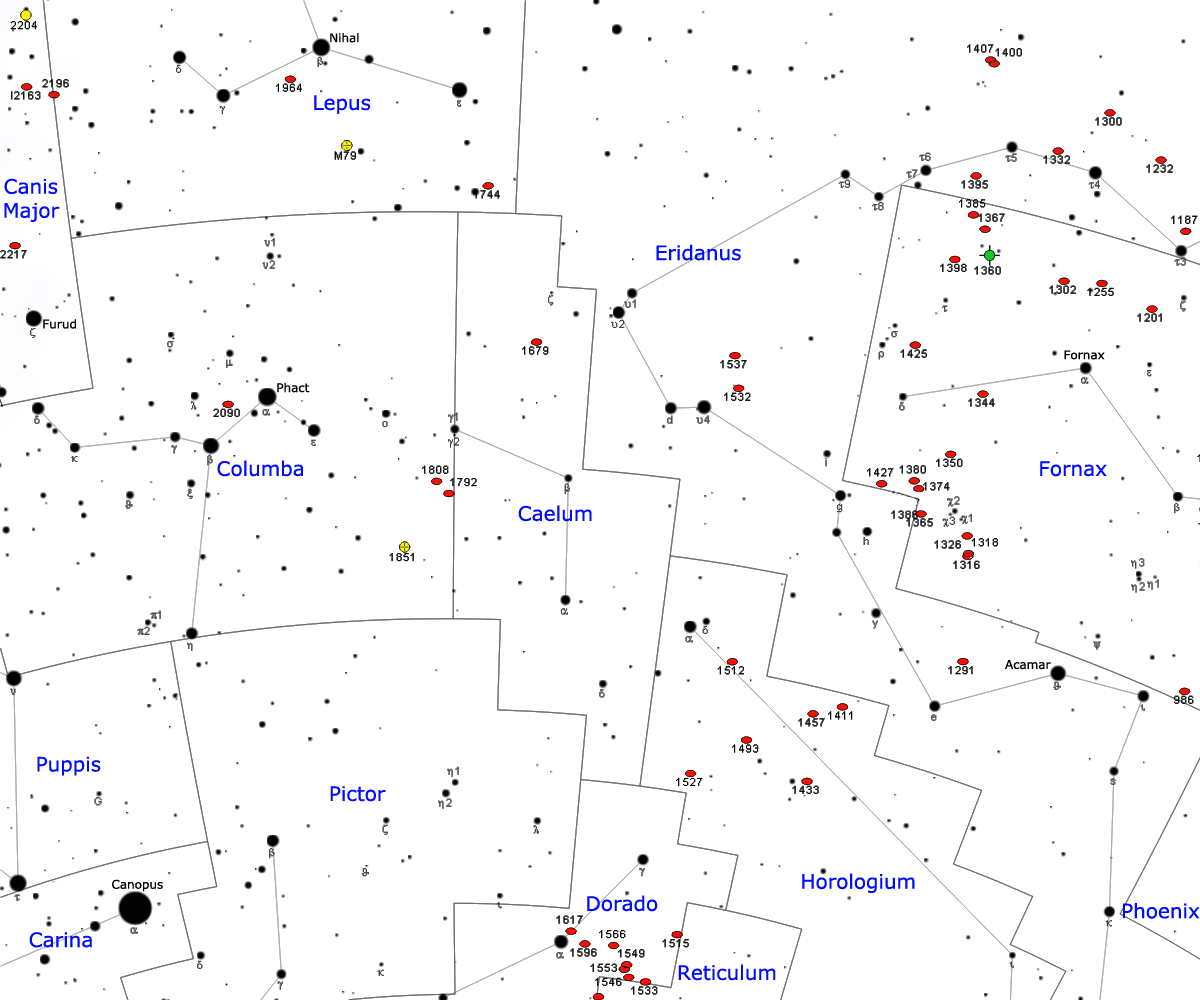
Mappa della costellazione del Bulino.

## Galassie
- NGC 1558
- NGC 1567
- NGC 1570
- NGC 1572
- NGC 1585
- NGC 1595
- NGC 1598
- NGC 1616
- NGC 1658
- NGC 1660
- NGC 1668
- NGC 1679
- NGC 1687
- NGC 1701
- NGC 1759
- IC 2106

## Ammassi di galassie
- Superammasso del Bulino

## Gruppi di galassie
- Gruppo della Caraffa